# 関西テレビ制作土曜朝のワイドショー
本項では、フジテレビ系列にて毎週土曜の朝に放送されている関西テレビ（カンテレ）制作のワイドショー番組の一覧について記述する。

## 各番組の歴史
毎日放送制作（当時NETテレビ・現：テレビ朝日系列）の『ウィークエンドモーニングショー』に続く2番目に誕生した在阪テレビ局制作・全国ネットによる土曜ワイドショー番組枠である。
元々はフジテレビ制作の『小川宏ショー』が月 - 土曜日に放送されていたが、フジテレビの意向で『小川宏ショー』を月 - 金曜日の放送に短縮し、空いた土曜日の放送枠を関西テレビに譲り受けて始まったものである。
同枠最初の番組は、1966年12月開始の『ハイ!土曜日です』。この番組は1982年3月まで15年以上に渡る長寿番組となった。その後5年間はやや迷走気味だったが、『土曜大好き!830』（1987年4月 - ）は10年間続いた。2代後の『いつでも笑みを!』（1998年4月 - ）は長年の強敵であった毎日放送『すてきな出逢い いい朝8時』を打ち切りに追い込むも、上沼恵美子の体力限界や『いい朝8時』の3代後の番組『知っとこ!』の視聴率上昇の影響を理由に2005年3月に終了。その後再び迷走気味になったが、2008年4月からは『にじいろジーン』を放送。同番組は2018年に10周年を迎え『土曜大好き!830』の放送期間を上回り、2020年3月の終了まで12年間続くことになった。関西テレビ制作の土曜朝のワイドショー枠での放送期間は『ハイ!土曜日です』に次ぐ記録となる。

## 主な番組
9:00 - 10:25
- ハイ!土曜日です（1966年12月3日 - 1982年3月27日[1]）

8:30 - 9:55
- DOサタデー（1982年4月3日 - 1984年3月31日）
- モーニングスタジオ・土曜!100%（1984年4月7日 - 1985年3月30日[2]）
- モーニングアップル（1985年4月6日 - 1986年9月27日）
- シュートinサタデー（1986年10月4日 - 1987年3月28日）
- 土曜大好き!830（1987年4月4日 - 1997年3月29日）
- 土曜ぴーぷる（1997年4月5日 - 1998年3月28日[3]）
- いつでも笑みを!（1998年4月4日 - 2005年3月26日）
- ベリーベリーサタデー!（2005年4月2日 - 2007年3月31日）
- うふふのぷ（2007年4月7日 - 2008年3月29日）
- にじいろジーン（2008年4月5日 - 2020年3月28日）
- 土曜はナニする!?（2020年4月4日 - 2025年3月29日）

8:30 - 10:25
- 土曜はナニする!?（2025年4月5日 - ）